# Ponna
Ponna é uma comuna italiana da região da Lombardia, província de Como, com cerca de 262 habitantes. Estende-se por uma área de 5 km², tendo uma densidade populacional de 52 hab/km². Faz fronteira com Claino con Osteno, Colonno, Laino, Ossuccio, Porlezza, Sala Comacina.

## Demografia
| Variação demográfica do município entre 1861 e 2011                               |
|                                                                                   |
| Fonte: Istituto Nazionale di Statistica (ISTAT) - Elaboração gráfica da Wikipedia |